# مدرسة جاكوبس للموسيقى
مدرسة جاكوبس للموسيقى (بالإنجليزية: Jacobs School of Music)‏  هي معهد موسيقى، تأسست في 1920، في الولايات المتحدة.